# Actinidia stellatopilosa
Actinidia stellatopilosa är en tvåhjärtbladig växtart som beskrevs av C.Y. Chang. Actinidia stellatopilosa ingår i släktet aktinidiasläktet, och familjen Actinidiaceae. Inga underarter finns listade i Catalogue of Life.